# 牧場山 (加利福尼亞州)
牧場山（英語：Mountain Ranch）是位於美國加利福尼亞州卡拉韋拉斯縣的一個人口普查指定地區。

## 地理
牧場山的座標為38°13′42″N 120°32′27″W / 38.22833°N 120.54083°W，而該地最高點為海拔高度647米（即2123英尺）。

## 人口
根據2010年美國人口普查的數據，牧場山的面積為106.822平方千米，當中陸地面積為106.677平方千米，而水域面積為0.145平方千米。當地共有人口1628人，而人口密度為每平方千米15人。